# Setor primário
Na macroeconomia, o setor primário da economia é um setor econômico, na teoria dos três setores, que descreve o papel de qualquer atividade social envolvida na extração e produção de matérias-primas a partir de materiais orgânicos ou inorgânicos. Isto implica, geralmente, a transformação de recursos naturais em produtos primários, divididos em bens de consumo e bens intermediários. Muitos produtos do setor primário são considerados como matérias-primas levadas para outras indústrias, a fim de se transformarem em produtos industrializados. As atividades importantes neste setor incluem a agricultura, o extrativismo vegetal, a caça, a pesca, a pecuária e a mineração artesanal.

## Divisões
O Instituto Brasileiro de Geografia e Estatística (IBGE) calcula o produto interno bruto dos municípios brasileiros a partir de quatro setores da atividade econômica (agropecuária, indústria, serviços e administração pública) e estabelece que o subsetor agropecuária subdivide-se em:
- Lavoura permanente;
- Lavoura temporária;
- Pecuária;
- Horticultura;
- Extrata vegetal;
- Silvicultura;
- Investimentos em matas plantadas e em culturas permanentes;
- Indústria rural;
- Produção particular do pessoal residente no estabelecimento rural;
- Serviços auxiliares da agropecuária.

Outras divisões sub-setoriais incluem:
- Agricultura
- Pecuária
- Extrativismo vegetal
- Caça
- Pesca
- Mineração artesanal